# Ze is pas net begonnen (leerstage/werkstage)
Ze is pas net begonnen (leerstage/werkstage) is een lied van de Nederlandse rapformatie De Jeugd van Tegenwoordig. Het werd in 2023 als single uitgebracht.

## Achtergrond
Ze is pas net begonnen (leerstage/werkstage) is geschreven door Pepijn Lanen, Freddy Tratlehner, Olivier Locadia, Bas Bron en geproduceerd door Bron. Het is een nummer uit de genres electropop en nederhop. In het lied zingen en rappen de artiesten over een meisje dat aan het leren is hoe ze moet twerken. Het was de eerste single van de groep in vijf jaar tijd, een gastbijdrage op Naar de maan van Maan daar buitengelaten. De bandleden vertelden dat er in die vijf jaar onderling een hoop gedoe was, maar dat ze nog steeds evenveel zin hadden om samen muziek te maken.

## Hitnoteringen
De rapformatie had weinig succes met het lied in de Nederlandse hitlijsten. Er was geen notering in de Single Top 100 en ook de Top 40 werd niet bereikt. Bij laatstgenoemde was er wel de achttiende positie in de Tipparade.